# Seznam potresov v Azerbajdžanu
Seznam potresov v Azerbajdžanu zajema najmočnejše potrese v zgodovini ozemlja današnjega Azerbajdžana.

## Seznam
| Datum              | Ura‡                 | Epicenter         | Zemljepisna dolžina | Ničelni poldnevnik | Umrli in poškodovani      | Magnituda | Opombe | Viri        |
| ------------------ | -------------------- | ----------------- | ------------------- | ------------------ | ------------------------- | --------- | ------ | ----------- |
| 427                |                      | Gandža            | 40.5                | 46.5               |                           | 6,7       |        | [ 1 ]       |
| 906                |                      | Qıvraq, Nahičevan | 39.78               | 44.88              |                           | 6,2       |        | [ 2 ]       |
| 30. septembra 1139 | Noč                  | Gandža            | 40.40               | 46.23              |                           | 6,3       |        | [ 3 ]       |
| 25. novembra 1667  |                      | Şamaxı            | 40.60               | 48.60              | 80 000                    | 6,9       |        | [ 1 ]       |
| 4. januarja 1669   |                      | Şamaxı            | 40.60               | 48.60              | 7 000                     | 5,7       |        | [ 1 ]       |
| 9. avgusta 1828    | 16:00 (UTC+04:00)    | Şamaxı            | 40.70               | 48.40              |                           | 5,7       |        | [ 1 ]       |
| 2. januarja 1842   | 22:00 (UTC+04:00)    | Baku              | 40.5                | 50.0               |                           | 4,3–5,0   |        | [ 4 ]       |
| 11. junija 1859    | 13:00 (UTC+04:00)    | Şamaxı            | 40.70               | 48.50              | 100                       | 5,9       |        | [ 1 ]       |
| 13. februarja 1902 | 09:39:30 (UTC+04:00) | Şamaxı            | 40.70               | 48.60              | 86                        | 6,9       |        | [ 1 ]       |
| 27. aprila 1931    | 16:50:45 (UTC+04:00) | Zangezur          | 39.40               | 46.00              | 390–2 890                 | 6,4       |        | [ 5 ]       |
| 4. junija 1999     | 09:12:50 (UTC+04:00) | Ağdaş, Ucar       | 40.80               | 47.45              | 1                         | 5,4       |        | [ 1 ]       |
| 25. novembra 2000  | 18:09:11 (UTC+04:00) | Baku              | 40.25               | 49.95              | 26                        | 6,8       |        | [ 1 ]       |
| 7. maja 2012       | 09:40 (UTC+04:00)    | Rajon Zaqatala    | 41.54               | 46.77              | 15 poškodovanih           | 5,6       |        | [ 6 ]       |
| 5. junija 2018     | 18:40:30 (UTC+04:00) | Rajon Zaqatala    | 41.53               | 46.79              | 1 umrl in 31 poškodovanih | 5,4       |        | [ 7 ] [ 8 ] |